# خورشیدگرفتگی ۲۹ آوریل ۱۹۹۵
خورشیدگرفتگی ۲۹ آوریل ۱۹۹۵ (به انگلیسی: Solar eclipse of April 29, 1995) یک خورشیدگرفتگی از نوع خورشیدگرفتگی حلقه‌ای است. این خورشیدگرفتگی در تاریخ ۲۹ آوریل ۱۹۹۵ میلادی (‎۹ اردیبهشت ۱۳۷۴ خورشیدی) روی داد که زمان اوج آن، ساعت ۱۷:۳۳:۲۰ به‌وقت ساعت هماهنگ جهانی بوده‌است. مدت زمان و طول این خورشیدگرفتگی ۶ دقیقه و ۳۷ ثانیه بود.